# Jorge Prado Ugarteche
Jorge Prado y Ugarteche (Lima, 13 de mayo de 1887 - ibídem, 20 de julio de 1970) fue un político y diplomático peruano, perteneció a una destacada familia ligada a la política y a las finanzas. Fue Presidente del Consejo de Ministros y Ministro de Gobierno y Policía en 1933 y candidato a la presidencia en las frustradas elecciones de 1936, bajo el gobierno de Óscar R. Benavides.

## Biografía
Fue hijo de Mariano Ignacio Prado, quien fuera presidente del Perú en dos oportunidades, y de María Magdalena Ugarteche Gutiérrez, dama arequipeña. Sus hermanos fueron también personajes destacados: Mariano, abogado y empresario; Javier, intelectual y político; y Manuel, ingeniero y político, que fue dos veces presidente constitucional del Perú. 
A su padre se le recuerda por su huida del Perú, siendo presidente, en plena guerra con Chile, terminando por ser depuesto en ausencia por Nicolás de Piérola, a fines de 1879. Tiempo después, volvió al Perú en 1887, falleciendo en 1901. Su memoria fue execrada, acusándosele de ladrón y traidor. Cuenta la leyenda que, delante del sepulcro de su padre, los jóvenes Prado Ugarteche se juramentaron para rehabilitar la memoria paterna y para alcanzar la presidencia de la República. Increíblemente, uno de ellos lograría ceñirse la banda presidencial.
Estudió en las facultades de Filosofía y Letras, Jurisprudencia y de Ciencias Políticas y Administrativas de la Universidad de San Marcos (1904-1909). Ingresó a la Escuela Militar de Chorrillos (1909), de la que se graduó de alférez de Caballería, cargo que tuvo hasta su ascensión a teniente por el Congreso en 1914. Posteriormente, estudió en la Universidad de Columbia. 
Los hermanos Prado Ugarteche incursionaron en la política en las filas del Partido Civil. La primera actuación política relevante del joven Jorge fue su participación en el golpe de Estado que depuso al presidente Guillermo Billinghurst, el 4 de febrero de 1914, en la que intervinieron también sus hermanos Javier y Manuel. 
En 1915 se voceó que participaría Javier como candidato a la presidencia, pero aquel declinó, en aras de la unidad del civilismo, cuyo representante natural era José Pardo y Barreda, quien efectivamente, por segunda vez subió a la presidencia, para terminar siendo derrocado por Augusto B. Leguía en 1919. En 1919, cuando el presidente Augusto B. Leguía dio inicio a su oncenio, Serrano fue elegido diputado por la provincia de Dos de Mayo para la Asamblea Nacional de ese año que tuvo por objeto emitir la Constitución de 1920. Luego se mantuvo como senador ordinario hasta 1924. Se ha deslizado la posibilidad de que los hermanos Prado Ugarteche apoyaran a Leguía en el golpe, pero no parece verosímil esta hipótesis. Lo cierto es que tanto Jorge como Manuel, diputados ante el Congreso (el primero por la provincia de Dos de Mayo y el segundo por la de Huamachuco), pasaron al exilio por oponerse a la dictadura leguiísta, llamada después el Oncenio.
Cuando Benavides volvió al poder en 1933, tras el asesinato del presidente Luis Sánchez Cerro, convocó a Jorge, que era su amigo de juventud, a fin de que colaborara con su gobierno. Eran tiempos difíciles, por la enconada confrontación entre apristas y no apristas (por no decir antiapristas). Tras la dimisión del gabinete Manzanilla, Jorge Prado asumió la Presidencia del Consejo de Ministros y el Ministerio de Gobierno y Policía, el 29 de junio de 1933. Le acompañaban: Solón Polo (Relaciones Exteriores); Daniel Olaechea (Justicia, Instrucción, Beneficencia y Culto); Alfredo Solf y Muro (Hacienda y Comercio), Manuel E. Rodríguez (Guerra); Carlos Alayza (Fomento) y Carlos Rotalde (Marina y Aviación). Dio a conocer, ante el Congreso Constituyente, un programa llamado de «apaciguamiento y concordia», obteniendo abrumador voto de confianza. El 9 de agosto de 1933 se expidió una ley de amnistía, por la que los presos políticos son liberados y se permitió el retorno de los desterrados, mayoritariamente apristas. Pero no duraría mucho esta apertura. Poco después el gabinete Prado dimitió y el 25 de noviembre le sucedió el presidido por José de la Riva Agüero y Osma, quien reinició la política de mano dura contra el APRA. 
En 1934, Benavides lo designó embajador peruano en Brasil. Ese mismo año, contrajo matrimonio en Río de Janeiro con la inglesa Grace A. M. Flinders, prima del célebre Sir Flinders Petrie.
En junio de 1936 Benavides convocó a elecciones generales. Uno de los primeros nombres que se mencionó entonces como potencial candidato fue el de Jorge Prado, que contaba con la simpatía del gobierno. Jorge era consciente de que para obtener el triunfo era necesario contar con los votos apristas. Y en ese sentido orientó sus esfuerzos. Desde Río de Janeiro buscó contactarse con los desterrados apristas para sondear las posibilidades de que el APRA apoyara su candidatura. Lo hizo, eventualmente, a través de Alfredo González Prada, aprovechando el viaje de este a Santiago de Chile, donde se encontraba un numeroso grupo de exiliados. Pero al trasladarse su encargo a Lima su candidatura no encontró el respaldo de la alta dirigencia del Partido Aprista. El candidato natural del APRA era su líder Víctor Raúl Haya de la Torre, a pesar de estar perseguido. Pero faltando veinte días para los comicios, el Jurado electoral tachó su inscripción, por considerar que su partido era una organización internacional, y como tal, inhabilitada constitucionalmente. Los otros candidatos fueron: Manuel Vicente Villarán, apoyado por algunos miembros del gobierno, como José de la Riva Agüero; Luis A. Flores, jefe de la Unión Revolucionaria y acérrimo opositor del gobierno; Luis Antonio Eguiguren, expresidente del Congreso Constituyente; y, por cierto, Jorge Prado Ugarteche, al que apoyan partidos menores, entre otros, la facción que encabeza Amadeo de Piérola. 
Aparentemente, era Prado quien gozaba de la simpatía oficialista. Pero el gobierno veía también con buenos ojos la candidatura de Villarán. Por su parte, el aprismo ofreció su apoyo a Luis Antonio Eguiguren, con lo que daba ya por seguro su triunfo, al ser aquel un partido de masas. Al realizarse los escrutinios, la tendencia favorecía, efectivamente, a Eguiguren, por lo que el Jurado electoral decidió suspender el conteo, bajo el absurdo argumento de que los votos de dicho candidato provenían de un partido internacional. Al momento de esta suspensión, así iban las cifras: 

Luis Antonio Eguiguren, 74.185 votos;

Jorge Prado Ugarteche, 50.162;
Luis A. Flores, 46.803;

Manuel Vicente Villarán, 29.166.

El Jurado electoral trasladó el problema al Congreso, el cual, convocado extraordinariamente por el Poder Ejecutivo, anuló las elecciones y prorrogó por tres años más el mandato de Benavides.
Para las elecciones de 1939, se volvió a vocear la candidatura de Jorge Prado, pero se dice que Mariano Prado Ugarteche (que oficiaba como el patriarca de la familia por ser el mayor de los hermanos Prado), aconsejó a Benavides que Manuel Prado (el menor del clan) fuera esta vez el candidato, con apoyo del gobierno. Así ocurrió: en unas cuestionadas elecciones donde hubo serios indicios de fraude masivo, Manuel Prado resultó el triunfador, inaugurando luego el que sería su primer gobierno constitucional. Jorge Prado ya no tuvo relevante actuación en la vida política del Perú.
En 1938 había sido nombrado nuevamente embajador en Brasil. En 1941, su hermano Manuel lo designó embajador en España; sin embargo declinó por permanecer en Río de Janeiro, en donde se mantuvo hasta 1944. En 1945 fue embajador en el Reino Unido y entre 1946 y 1947 en los Estados Unidos.

| Predecesor: José Matías Manzanilla | Presidente del Consejo de Ministros del Perú 29 de junio de 1933 - 25 de noviembre de 1933 | Sucesor: José de la Riva Agüero y Osma |